# Anatoli Malofejew
Anatoli Alexandrowitsch Malofejew (russisch Анатолий Александрович Малофеев, belarussisch Анатоль Аляксандравіч Малафееў Anatol Aljaksandrawitsch Malafejeu; * 14. Mai 1933 in Gomel, Belarussische Sozialistische Sowjetrepublik; † 19. Januar 2022) war ein sowjetisch-belarussischer Politiker. Von 1990 bis zu deren Auflösung 1991 war Malofejew Erster Sekretär des Zentralkomitees der Belarussischen Sowjetrepublik.

## Leben und Karriere
Anatoli Malofejew wurde 1933 in Gomel, im Osten des heutigen Belarus geboren. Ab 1949 begann er als Mechaniker in einer Eisenbahnfabrik in Minsk zu arbeiten. Von 1952 bis 1956 diente er in der sowjetischen Armee und trat 1954 auch der Kommunistischen Partei der Sowjetunion bei. Ab 1962 begann er, intensiv in der Partei zu arbeiten und stand dabei unter anderem einem Regionalkomitee in Mosyr vor.
1967 schloss er ein Studium der Wirtschaftswissenschaften an der Weißrussischen Staatlichen Wirtschaftsuniversität ab, 1974 schloss er auch die höhere Parteischule ab. 1974 wurde er in den Obersten Sowjet von Belarus gewählt. Ab 1986 gehörte er auch dem Zentralkomitee der KPdSU an, von 1989 an saß er auch im Volksdeputiertenkongress. 1990 erreichte seine Karriere schließlich einen Höhepunkt, als er zum Ersten Sekretär des ZK der kommunistischen Partei von Belarus gewählt wurde. Diese Position kam de facto dem Amt des Regierungschefs gleich.
Er war die letzte Person in diesem Amt, bevor Ende 1991 die Belarussische Sowjetrepublik schließlich als Republik Belarus unabhängig wurde. Malofejew verlor damit auch zeitweise seine politische Stellung. 1995 wurde er jedoch wieder Abgeordneter im belarussischen Parlament. 2004 wurde er zum Vorsitzenden eines Ausschusses für Regionalpolitik ernannt.